# 太陽緑道

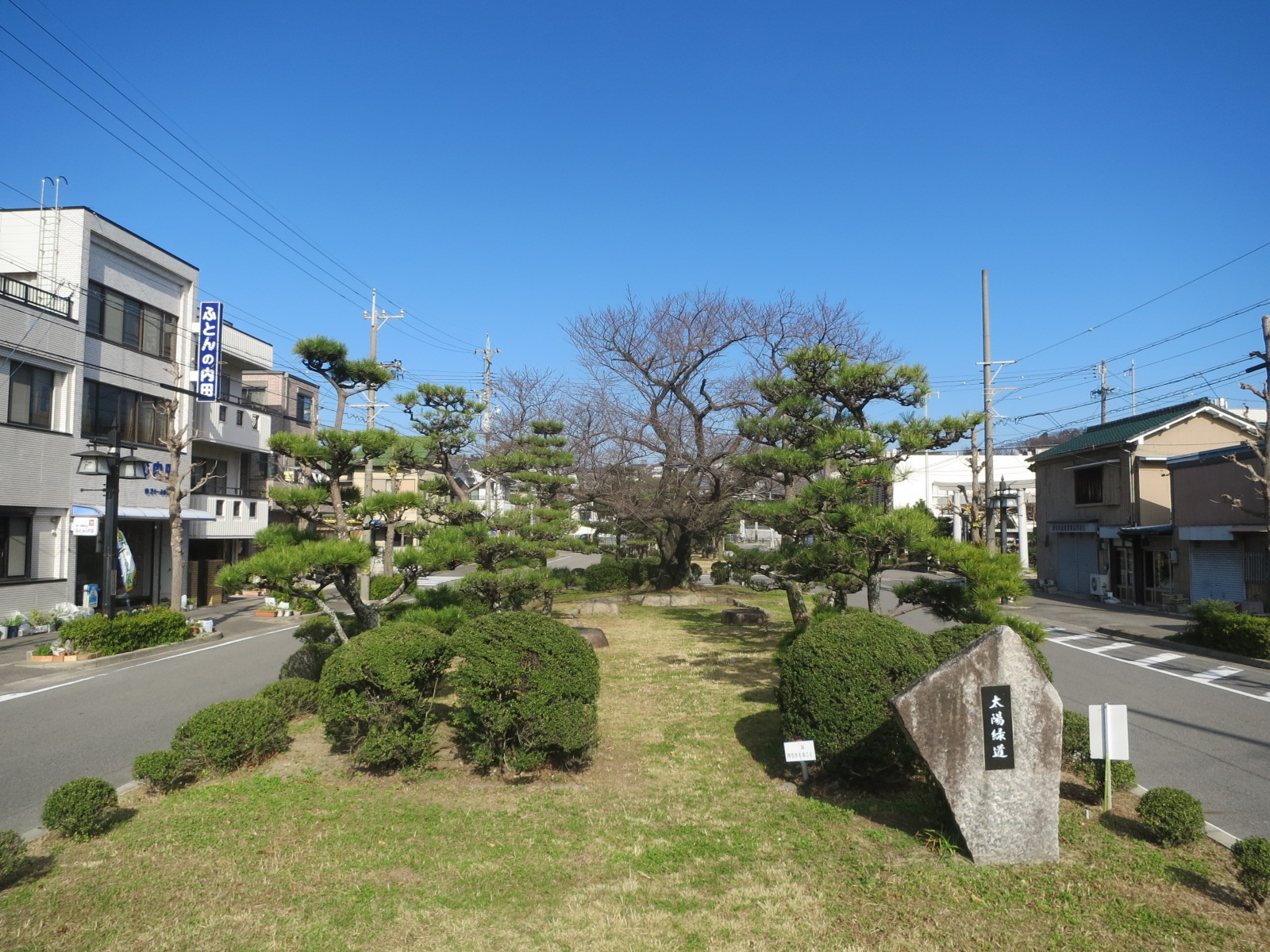
太陽緑道（伝馬通5丁目交差点付近）

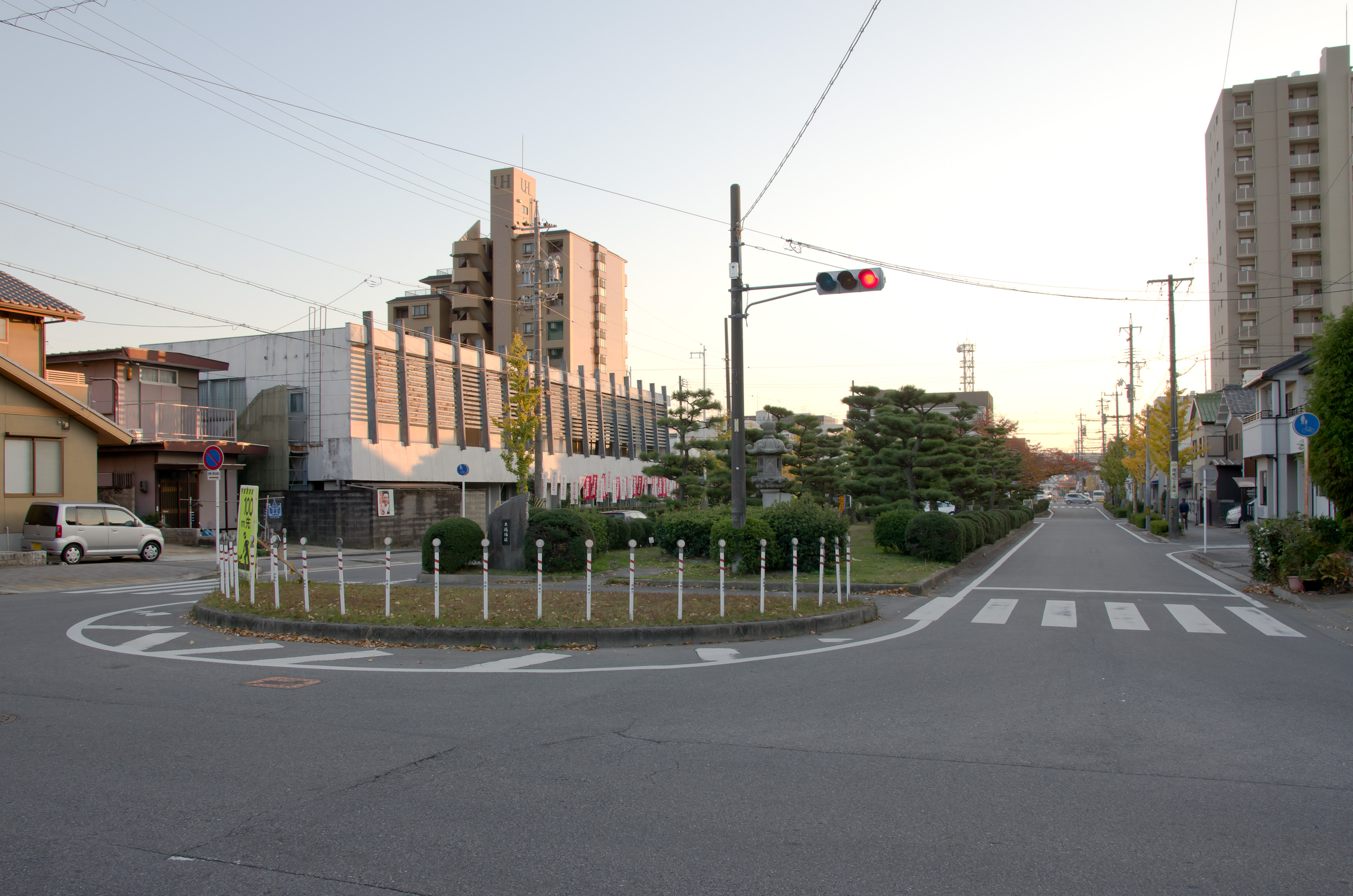
太陽緑道（東本願寺三河別院前）

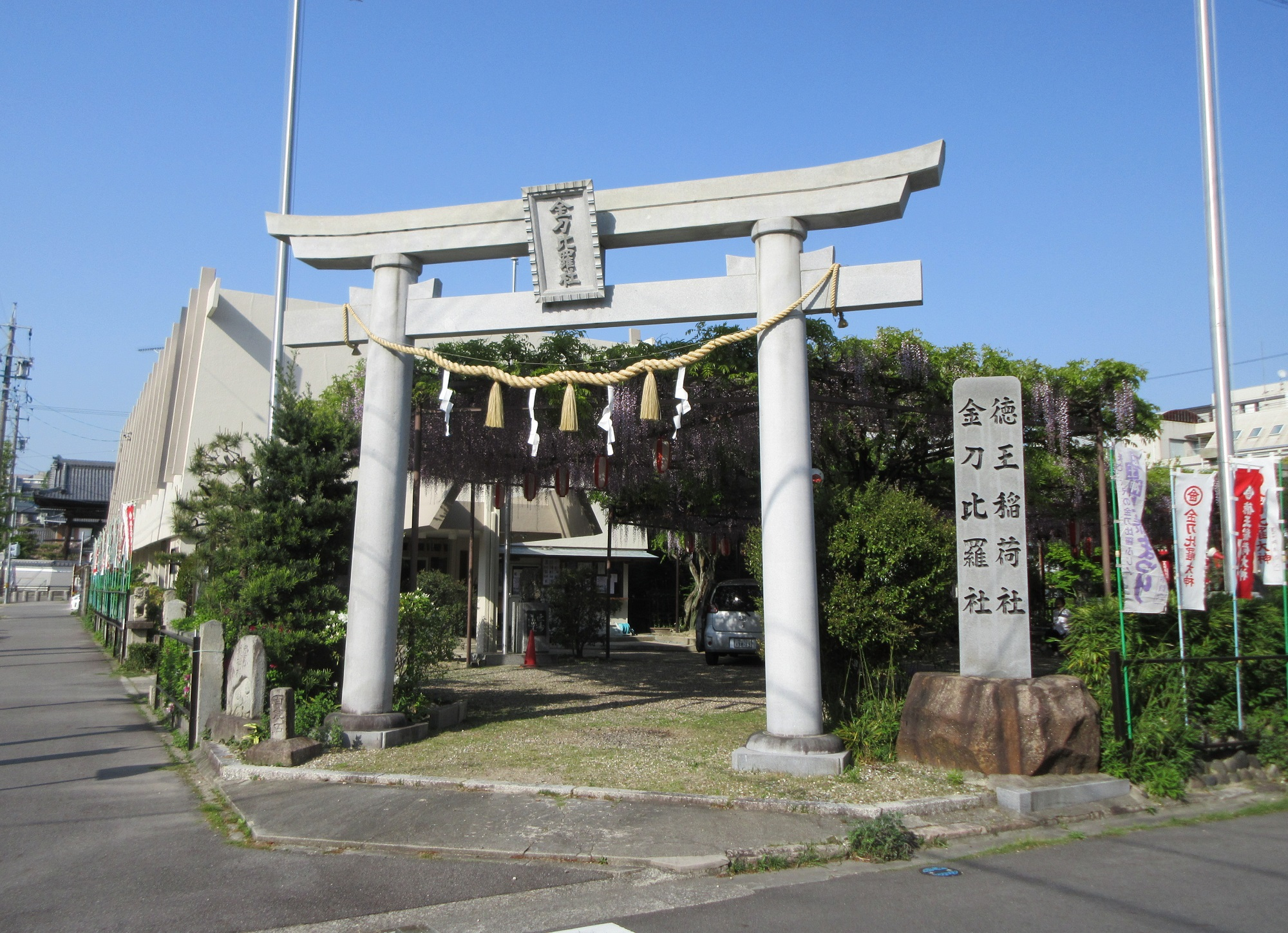
徳王稲荷社金刀比羅社

太陽緑道（たいようりょくどう）は、愛知県岡崎市の岡崎市役所前から真宗大谷派三河別院手前までを南北に通る緑道である。岡崎市道明大寺吹矢橋線の一部である。現在は緑地帯が大部分撤去されてしまい、替わって道路が拡張された。

## 概要

### 概説
岡崎市は環境緑化を目指して、1973年度（昭和48年度）から市内各地で緑道整備計画を進めた。太陽緑道は1976年（昭和51年）9月30日に完工した。当時の岡崎市のキャッチフレーズ「緑と太陽と清流の明るい豊かな町づくり」からそう名付けられた。事業費は1,200万円。植栽の中心は「市の木」に制定されているクロマツ127本。外周はタマツゲで垣根を作り、他にツツジやバラを配した。
国道1号の岡崎市役所南東交差点から岡崎市役所前を北上し、両町一丁目、伝馬通五丁目を通り、曙町二丁目交差点の真宗大谷派三河別院手前（別院前通り）までの延長約350mの緑道である。幅約10mの中央分離帯に、サクラやクロマツなどの樹木、遊歩道、石灯籠などが設置された。

### 緑地帯の撤去
緑地帯の左右の車道はもともと幅員の広い片側1車線であったが、自動車による交通需要の増加に伴い、緑地帯を撤去して車線数を増やし右折帯を設置した。

## 接続する路線
- 龍城通り（岡崎市：国道1号）
- 東海道（岡崎市：岡崎城下二十七曲がりの一部）
- 伝馬通り（岡崎市：都市計画道路伝馬町線の一部）
- 別院前通り（岡崎市）

## 沿線・周辺
- 岡崎市役所
- 徳王稲荷社金刀比羅社
- 真宗大谷派三河別院